# Podsavezna nogometna liga Slavonska Požega 1967./68.
Podsavezna nogometna liga Slavonska Požega je okupljala klubove s područja tadašnje Općine Slavonska Požega, a danas to područje zauzimaju gradovi Požega, Pleternica, Kutjevo te općine Velika, Jakšić, Kaptol, Brestovac i Čaglin. 
 
To je bila liga petog stupnja prvenstva Jugoslavije u sezoni 1967./68. 

NK Dinamo Kutjevo je kao prvak Podsavezne lige izravno prešao u viši rang natjecanja u Međupodsaveznu nogometnu ligu (N. Gradiška – Sl. Požega).

## Tablica
| mj. | klub                          | ut. | pob. | ner. | por. | gol+ | gol- | bod |
| --- | ----------------------------- | --- | ---- | ---- | ---- | ---- | ---- | --- |
| 1.  | NK Dinamo Kutjevo             | 14  | 11   | 1    | 2    | 9    | 18   | 23  |
| 2.  | NK Omladinac Sulkovci         | 14  | 8    | 2    | 4    | 27   | 19   | 18  |
| 3.  | NK Zvijezda Kaptol            | 14  | 7    | 2    | 5    | 27   | 18   | 16  |
| 4.  | NK Partizan Jakšić            | 14  | 6    | 2    | 6    | 23   | 26   | 14  |
| 5.  | NK Sloga Trenkovo             | 14  | 5    | 3    | 6    | 31   | 41   | 13  |
| 6.  | NK Dinamo Vidovci – Dervišaga | 14  | 7    | 0    | 7    | 29   | 33   | 12  |
| 7.  | ŠNK Papuk Velika              | 14  | 5    | 2    | 7    | 26   | 30   | 12  |
| 8.  | NK Partizan Ovčare            | 14  | 2    | 1    | 11   | 14   | 42   | 3   |